# Pseudoneurospora
Pseudoneurospora är ett släkte av svampar. Pseudoneurospora ingår i familjen Sordariaceae, ordningen Sordariales, klassen Sordariomycetes, divisionen sporsäcksvampar och riket svampar.
|                  | Neurospora                                        |
|                  |                                                   |
|                  | Sordaria                                          |
|                  |                                                   |
|                  | Gelasinospora                                     |
|                  |                                                   |
|                  | Coronatomyces                                     |
|                  |                                                   |
| Pseudoneurospora | \| \| Pseudoneurospora amorphoporcata \| \| \| \| |
|                  | \| \| Pseudoneurospora amorphoporcata \| \| \| \| |
|                  | Copromyces                                        |
|                  |                                                   |
|                  | Boothiella                                        |
|                  |                                                   |
|                  | Chrysonilia                                       |
|                  |                                                   |
|                  | Pseudoneurospora amorphoporcata                   |
|                  |                                                   |

|  | Pseudoneurospora amorphoporcata |
|  |                                 |